# Nikomedes (matematyk)
Nikomedes (stgr. Νικομήδης) – matematyk grecki żyjący na przełomie III i II wieku p.n.e.
Twórca konchoidy Nikomedesa. Za jej pomocą zaproponował rozwiązanie problemu podwojenia sześcianu i trysekcji kąta (podziału kąta na trzy równe części).